# Jack Draper
Ne pas confondre avec Scott Draper également joueur de tennis.
Pour les articles homonymes, voir Draper.
Jack Draper, né le 22 décembre 2001 à Sutton, est un joueur de tennis britannique, professionnel depuis 2018.
Il occupe la 4e place mondiale en juin 2025.

## Biographie
Son père Roger Draper est ancien directeur général de la Lawn Tennis Association. Sa mère Nicky, professeur de tennis et ancienne joueuse de haut niveau, l'initie au jeu dès l'âge de trois ans. Son frère aîné a joué pour l'université de Californie à Berkeley.

## Carrière
Espoir du tennis britannique, Jack Draper conclut sa saison 2018 au 7e rang du classement ITF Junior avec pour principal résultat une finale au tournoi de Wimbledon perdue contre le Taïwanais Tseng Chun-hsin (6-1, 62-7, 6-4). En demi-finale, il avait battu le Colombien Nicolás Mejía sur le score de 7-65, 66-7, 19-17 en 4 heures 24 de jeu. Il passe professionnel dans la foulée et remporte rapidement trois tournois à Nottingham, Roehampton et Abuja. Il rajoute quatre trophées à son palmarès au cours des deux saisons suivantes.
En 2021, il reçoit une invitation pour le Masters de Miami. Il abandonne au premier tour après s'être écroulé sur le court, souffrant de la chaleur et de l'humidité. En juin, il se distingue particulièrement au Queen's en accédant aux quarts de finale après des victoires sur Jannik Sinner et Alexander Bublik à chaque fois en deux tie-breaks. Il est finalement battu par son compatriote Cameron Norrie. Invité au tournoi de Wimbledon, il parvient à prendre un set au no 1 mondial Novak Djokovic avant de s'incliner assez nettement (4-6, 6-1, 6-2, 6-2). Il manque par la suite une partie de la fin de saison en raison d'une rupture d'un ligament à la cheville.

### 2022. Quart de finale à l'Open du Canada et entrée dans le top 100
Début 2022, il se montre à son avantage sur le circuit Challenger avec trois titres acquis à Forlì et un à Saint-Brieuc. Sur gazon, il obtient des victoires de prestige sur Taylor Fritz au Queen's et Diego Schwartzman à Eastbourne où il est demi-finaliste, puis passe un tour à Wimbledon. Début août, il sort des qualifications du Masters du Canada et écarte le no 5 mondial Stéfanos Tsitsipás au second tour (7-5, 7-64) avant de profiter de l'abandon de Gaël Monfils. Il s'incline en quart de finale contre Pablo Carreño Busta (7-64, 6-1).

### 2023. Première finale à Sofia et 1/8 à l'US Open
En septembre 2023, il écarte lors de l'US Open le Moldave Radu Albot (6-1, 6-4, 6-3) puis un des outsiders du tournoi, le Polonais Hubert Hurkacz (6-2, 6-4, 7-5) et le local Michael Mmoh (6-4, 6-2, 3-6, 6-3) pour jouer pour la première fois de sa carrière une deuxième semaine en Grand Chelem. Confronté au Russe Andrey Rublev, huitième joueur mondial, il s'incline en quatre manches (3-6, 6-3, 3-6, 4-6).

### 2024. Premiers titres ATP à Stuttgart et Vienne, demi-finale à l'US Open et entrée dans le top 15
Il fait forte impression au tournoi d'Acapulco fin février 2024 en éliminant l'Américain Tommy Paul, quatorzième joueur mondiale et qui reste sur deux finales consécutives disputées (6-0, 6-4). Il ne concède que trois jeux au second tour à Yoshihito Nishioka, repêché (6-3, 6-0) et quatre jeux à Miomir Kecmanović (6-2, 6-2). Arrivé en demi-finale, il abandonne contre le tenant du titre Alex de Minaur, neuvième mondial, à cause d'une intoxication alimentaire (3-6, 6-2, 0-4 ab.).
Il continue sa progression en empochant son premier titre en carrière sur le gazon de Stuttgart, gagnant ses deux tie-breaks contre l'Autrichien Sebastian Ofner, puis sortant trois Américains, Marcos Giron (6-4, 4-6, 6-3), Frances Tiafoe (5-7, 6-4, 7-6) et Brandon Nakashima (6-3, 6-3) en demi-finale. Il gagne sa troisième finale en carrière, la première sur gazon contre un spécialiste de la surface, l'Italien Matteo Berrettini (3-6, 7-6, 6-4), ancien Top 10 et finaliste de Wimbledon.
Il est sélectionné pour les JO de Paris 2024 au sein de l'équipe de Grande-Bretagne.
En août 2024, il parvient pour la seconde fois de sa carrière en quart de finale d'un Masters 1000 à Cincinnati, écartant difficilement à chaque fois Jaume Munar (7-5, 3-6, 7-6), le onzième mondial Stéfanos Tsitsipás (3-6, 6-4, 7-5) et le Canadien Félix Auger-Aliassime (5-7, 6-4, 6-4) en remportant une balle de match litigieuse. Il voit le Danois Holger Rune l'évincer à ce stade de la compétition (4-6, 2-6).
Il enchaîne d'une excellente manière à l'US Open, rejoignant la deuxième semaine pour la seconde année consécutive en sortant sans perdre de manche le Chinois Zhang Zhizhen (6-3, 6-0, 4-0 ab.), l'Argentin Facundo Díaz Acosta (6-4, 6-2, 6-2) qui vient de remporter son premier match en Majeur et le tombeur surprise du numéro trois mondial Carlos Alcaraz, le Néerlandais Botic van de Zandschulp, ancien quart de finaliste (6-3, 6-4, 6-2). Bénéficiant d'un tableau ouvert, il joue et bat en huitièmes le Tchèque Tomáš Macháč qui n'avait jamais atteint ce stade (6-3, 6-1, 6-2) pour rejoindre son premier quart de finale en Grand Chelem. Pourtant favori, l'Australien Alex de Minaur qui dispute son quatrième quart de finale en Majeur et dixième au classement ATP tombe contre le Britannique (6-3, 7-5, 6-2) qui réalise l'exploit de rejoindre les demi-finale sans avoir lâcher aucun set du tournoi. Confronté au numéro un Jannik Sinner, vainqueur de son premier Grand Chelem à l'Open d'Australie en début de saison, il cède logiquement (5-7, 6-7, 2-6).
Il confirme sa fin de saison canon en remportant son premier ATP 500 fin octobre à Vienne, sortant l'ancien numéro quatre Kei Nishikori (7-6, 7-5), l'Italien Luciano Darderi (7-5, 6-1) et le Tchèque Tomáš Macháč, auteur de sa première demi-finale en Masters 1000 à Shanghai (6-3, 3-6, 6-1) contre qui il lâche son unique manche du tournoi. Lorenzo Musetti (6-2, 6-4), demi-finaliste à Wimbledon et Karen Khachanov (6-4, 7-5), titré la semaine passée à Almaty ne font pas le poids et laissent au Britannique le soin de remporter un deuxième titre ATP en carrière. Il s'offre en entrée du Masters de Paris-Bercy le numéro six mondial Taylor Fritz, récent auteur de sa première finale en Majeur à l'US Open (7-6, 4-6, 6-4) avant de voir Alex de Minaur prendre sa revanche (7-5, 2-6, 3-6) en huitièmes de finale.

### 2025. Finales à Madrid et Doha, premier Masters 1000 à Indian Wells et entrée dans le top 10
Il réussit à remporter pour la première fois de sa carrière trois matchs à l'Open d'Australie, en étant mené à chaque fois deux manches à une. Il renverse d'abord le terrien Mariano Navone qui joue pour la première fois le tournoi (4-6, 6-3, 3-6, 6-3, 6-2) avant d'éliminer coup sur coup deux locaux, Thanasi Kokkinakis (63-7, 6-3, 3-6, 7-5, 6-3) et Aleksandar Vukic (6-4, 2-6, 5-7, 7-65, 7-68) qui joue un troisième tour en Majeur pour la première fois de sa carrière. Diminué, il tient un set contre le numéro trois mondial Carlos Alcaraz avant d'abandonner (5-7, 1-6, ab.). 
Il parvient en finale de Doha en février, éliminant d'abord deux Australiens, Alexei Popyrin (6-2, 7-64), vainqueur de l'Open du Canada la saison passée, ainsi que le qualifié Christopher O'Connell (6-2, 6-1). Il renverse en quarts de finale l'ancien sixième joueur mondial Matteo Berrettini (4-6, 6-4, 6-3) puis le Tchèque Jiří Lehečka (3-6, 7-62, 6-3), tombeurs respectifs de Novak Djokovic et Carlos Alcaraz aux matchs précédents. Ces victoires lui permettent de disputer sa première finale de la saison contre le Russe Andrey Rublev, ancien vainqueur. Face au dixième mondial, il offre une nouvelle belle résistance, mais doit blesser le bât contre son adversaire (5-7, 7-5, 1-6).
En mars 2025, lors du Masters 1000 d'Indian Wells, il élimine la sensation brésilienne João Fonseca (6-4, 6-0) puis Jenson Brooksby (7-5, 6-4). Il renverse également Taylor Fritz, tête de série n°3 du tournoi, (7-5, 6-4) ainsi que Ben Shelton (6-4, 7-5) pour disputer sa première demi-finale en Masters 1000 en ne concédant aucun set. En demi-finales, il renverse le tenant du titre et le n°3 mondial, Carlos Alcaraz, mettant fin à la série de 16 victoires consécutives de l'Espagnol à Indian Wells et l'empêchant de réaliser le triplé. Cette victoire lui permet également d'accéder à sa première finale en Masters 1000 qu'il disputera face à Holger Rune et d'intégrer le top 10 mondial pour la première fois de sa carrière. En finale, il bat sèchement Holger Rune en seulement 1h10 (6-2, 6-2) sans concéder aucune balle de break pour remporter le premier Masters 1000 de sa carrière. Cette victoire lui permet d'atteindre la 7e place mondiale, son meilleur classement. Emoussé, il s'incline en deux tie-breaks à Miami d'entrée contre le jeune Jakub Menšík.
Il démarre la saison sur terre par une victoire tonitruante à Monte-Carlo contre l'Américain Marcos Giron (1-6, 1-6) mais s'incline au tour suivant dans un duel accroché face à l'ancien finaliste Alejandro Davidovich Fokina (3-6, 7-66, 4-6). Il commence le tournoi de Madrid en avril par une victoire sur le Néerlandais Tallon Griekspoor, finaliste à Marrakech (6-3, 6-4) puis profite de l'abandon de l'ancien sixième mondial Matteo Berrettini (7-63, ab.) après le gain de la première manche. Confronté à l'Américain Tommy Paul qui a fait comme le Britannique cette saison son entrée dans le Top 10, il s'impose tranquillement (6-2, 6-2). Il cède autant de jeu contre Matteo Arnaldi, tombeur de Novak Djokovic plus tôt dans le tournoi (6-0, 6-4) pour rallier le dernier carré. Il se débarrasse d'un troisième Italien, Lorenzo Musetti, finaliste à Monte-Carlo et nouveau Top 10 également (6-3, 7-64) pour s'octroyer le droit de jouer sa première finale sur ocre en carrière, la deuxième en Masters 1000. Il est défait en trois manches (5-7, 6-3, 4-6) par l'ancien double finaliste de Roland Garros, le Norvégien Casper Ruud qui devient le premier joueur de son pays à remporter un tournoi de cette catégorie. Cette finale lui permet de se hisser à la cinquième position au classement ATP, son meilleur classement jusqu'alors. Il hérite d'un tableau clément à Rome, battant sans soucis l'Italien Luciano Darderi (6-1, 6-4) et le qualifié Tchèque Vit Kopriva (6-4, 6-3) qui joue son premier Masters 1000, ainsi que le surprenant Français Corentin Moutet, vainqueur contre Holger Rune de son premier Top 10 au tour précédent (1-6, 6-4, 6-3). Il cède logiquement en quarts de finale du tournoi italien face au numéro trois Carlos Alcaraz, vainqueur à Monte-Carlo et tenant du titre à Roland-Garros (4-6, 4-6), l'Espagnol prenant sa revanche d'Indian Wells.
Il remporte son premier match à Roland-Garros contre l'Italien Mattia Bellucci (3-6, 6-1, 6-4, 6-2), puis enchaîne en session de nuit contre le vétéran Gaël Monfils (6-3, 4-6, 6-3, 7-5), ancien demi-finaliste. Confronté à la pépite brésilienne João Fonseca, qui dispute pour la première fois le tournoi, il se montre impérial (6-2, 6-4, 6-2) et rejoint la deuxième semaine. Alors qu'il est favori de son match contre Alexander Bublik, il est surpris par le Kazakhstanais (7-5, 3-6, 2-6, 4-6) qui accède ainsi à son premier quart de finale en Majeur en carrière. Il redémarre au Queen's par une victoire éclatante sur Jenson Brooksby (6-3, 6-1) mais rencontre ensuite des difficultés contre l'Australien Alexei Popyrin (3-6, 6-2, 7-65), l'Américain Brandon Nakashima (6-4, 5-7, 6-4) et le Tchèque Jiří Lehečka en demi-finale qui met finalement fin à son parcours (4-6, 6-4, 5-7), battant son premier Top 10 sur gazon en carrière. Très dominateur contre le terrien Sebastián Báez à Wimbledon, où il est outsider (6-2, 6-2, 2-1 ab.), il est surpris par l'ancien finaliste et vétéran Marin Čilić (6-4, 6-3, 1-6, 6-4) qui bat son premier Top 10 sur gazon depuis neuf ans.

## Palmarès

### Titres en simple messieurs
| No | Date       | Nom et lieu du tournoi         | Catégorie    | Dotation    | Surface      | Finaliste         | Score          |          |
| -- | ---------- | ------------------------------ | ------------ | ----------- | ------------ | ----------------- | -------------- | -------- |
| 1  | 10-06-2024 | BOSS Open, Stuttgart           | ATP 250      | 734 915 €   | Gazon (ext.) | Matteo Berrettini | 3-6, 7-65, 6-4 | Parcours |
| 2  | 21-10-2024 | Erste Bank Open, Vienne        | ATP 500      | 2 470 310 € | Dur (int.)   | Karen Khachanov   | 6-4, 7-5       | Parcours |
| 3  | 16-03-2025 | BNP Paribas Open, Indian Wells | Masters 1000 | 9 693 540 $ | Dur (ext.)   | Holger Rune       | 6-2, 6-2       | Parcours |

### Finales en simple messieurs
| No | Date       | Nom et lieu du tournoi           | Catégorie    | Dotation    | Surface      | Vainqueur        | Score          |          |
| -- | ---------- | -------------------------------- | ------------ | ----------- | ------------ | ---------------- | -------------- | -------- |
| 1  | 06-11-2023 | Sofia Open, Sofia                | ATP 250      | 562 815 €   | Dur (int.)   | Adrian Mannarino | 7-66, 2-6, 6-3 | Parcours |
| 2  | 08-01-2024 | Adelaide International, Adélaïde | ATP 250      | 661 585 $   | Dur (ext.)   | Jiří Lehečka     | 4-6, 6-4, 6-3  | Parcours |
| 3  | 17-02-2025 | Qatar ExxonMobil Open, Doha      | ATP 500      | 2 760 000 $ | Dur (ext.)   | Andrey Rublev    | 7-5, 5-7, 6-1  | Parcours |
| 4  | 23-04-2025 | Mutua Madrid Open, Madrid        | Masters 1000 | 8 055 385 € | Terre (ext.) | Casper Ruud      | 7-5, 3-6, 6-4  | Parcours |

## Parcours dans les tournois duGrand Chelem

### En simple
| Année | Open d'Australie | Open d'Australie | Internationaux de France | Internationaux de France | Wimbledon       | Wimbledon      | US Open        | US Open         |
| ----- | ---------------- | ---------------- | ------------------------ | ------------------------ | --------------- | -------------- | -------------- | --------------- |
| 2021  | —                | —                | —                        | —                        | 1er tour (1/64) | Novak Djokovic | —              | —               |
| 2022  | —                | —                | —                        | —                        | 2e tour (1/32)  | Alex de Minaur | 3e tour (1/16) | Karen Khachanov |
| 2023  | 1er tour (1/64)  | Rafael Nadal     | 1er tour (1/64)          | T. M. Etcheverry         | —               | —              | 1/8 de finale  | Andrey Rublev   |
| 2024  | 2e tour (1/32)   | Tommy Paul       | 1er tour (1/64)          | Jesper de Jong           | 2e tour (1/32)  | Cameron Norrie | 1/2 finale     | Jannik Sinner   |
| 2025  | 1/8 de finale    | Carlos Alcaraz   | 1/8 de finale            | Alexander Bublik         | 2e tour (1/32)  | Marin Čilić    |                |                 |

N.B. : à droite du résultat se trouve le nom de l'ultime adversaire.

### En double messieurs
| Année | Open d'Australie | Open d'Australie | Internationaux de France | Internationaux de France | Wimbledon                                                                       | Wimbledon | US Open | US Open |
| ----- | ---------------- | ---------------- | ------------------------ | ------------------------ | ------------------------------------------------------------------------------- | --------- | ------- | ------- |
| 2019  | —                | —                | —                        | —                        | 1er tour (1/32) Paul Jubb \|\| style="text-align:left;" \| J. S. Cabal R. Farah | —         | —       |         |

N.B. : le nom du partenaire se trouve sous le résultat ; les noms des ultimes adversaires se trouvent à droite.

## Parcours dans lesMasters 1000
| Année | Indian Wells             | Miami                 | Monte-Carlo                 | Madrid             | Rome                     | Canada                   | Cincinnati            | Shanghai | Paris                      |
| ----- | ------------------------ | --------------------- | --------------------------- | ------------------ | ------------------------ | ------------------------ | --------------------- | -------- | -------------------------- |
| 2021  | —                        | 1er tour M. Kukushkin | —                           | —                  | —                        | —                        | —                     | n.o.     | —                          |
| 2022  | —                        | 2e tour C. Norrie     | —                           | 2e tour A. Rublev  | —                        | 1/4 de finale P. Carreño | —                     | n.o.     | 2e tour F. Tiafoe          |
| 2023  | 1/8 de finale C. Alcaraz | —                     | 2e tour H. Hurkacz          | —                  | —                        | —                        | —                     | —        | —                          |
| 2024  | 1er tour C. O'Connell    | 2e tour N. Jarry      | 1er tour H. Hurkacz         | 2e tour H. Hurkacz | 2e tour D. Medvedev      | 1er tour J. Thompson     | 1/4 de finale H. Rune | —        | 1/8 de finale A. de Minaur |
| 2025  | Victoire H. Rune         | 2e tour J. Menšík     | 1/8 de finale A. Davidovich | Finale C. Ruud     | 1/4 de finale C. Alcaraz | —                        | —                     |          |                            |

N.B. : sous le résultat se trouve le nom de l’ultime adversaire.

## Parcours enCoupe Davis
| #                                                                                      | Date       | Lieu       | Surface    | Gagnant(s)            | Perdant(s)         | Score          |          |
|                                                                                        |            |            |            |                       |                    |                |          |
| 2023 - Phase de poules (groupe mondial - Groupe B) - Australie - Grande-Bretagne 1 : 2 |            |            |            |                       |                    |                |          |
| 1                                                                                      | 13/09/2023 | Manchester | Dur (int.) | Jack Draper           | Thanasi Kokkinakis | 6-7, 6-3, 7-64 | Parcours |
|                                                                                        |            |            |            |                       |                    |                |          |
| 2023 - 1/4 de finale (groupe mondial) - Serbie - Grande-Bretagne - 2 : 0               |            |            |            |                       |                    |                |          |
| 2                                                                                      | 23/11/2023 | Malaga     | Dur (int.) | Miomir Kecmanović     | Jack Draper        | 7-62, 7-66     | Parcours |
|                                                                                        |            |            |            |                       |                    |                |          |
| 2024 - Phase de poules (groupe mondial - Groupe D) - Grande-Bretagne - Argentine 1 : 2 |            |            |            |                       |                    |                |          |
| 3                                                                                      | 13/09/2024 | Manchester | Dur (int.) | Francisco Cerúndolo   | Jack Draper        | 7-64, 7-5      | Parcours |
|                                                                                        |            |            |            |                       |                    |                |          |
| 2024 - Phase de poules (groupe mondial - Groupe D) - Canada - Grande-Bretagne 2 : 1    |            |            |            |                       |                    |                |          |
| 4                                                                                      | 15/09/2024 | Manchester | Dur (int.) | Félix Auger-Aliassime | Jack Draper        | 7-68, 7-5      | Parcours |

## Confrontations avec ses principaux adversaires
Confrontations lors des différents tournois ATP et en Coupe Davis avec ses principaux adversaires (5 confrontations minimum et avoir été membre du top 10). Classement par pourcentage de victoires. Situation au 1er mai 2025 :
| Joueur         | Meilleur classement | Confrontations | Victoires | Défaites | Pourcentage de victoires | Dernière confrontation                                 |
| -------------- | ------------------- | -------------- | --------- | -------- | ------------------------ | ------------------------------------------------------ |
| Alex de Minaur | 6                   | 5              | 1         | 4        | 20                       | défaite (7-5, 2-6, 3-6) au Masters de Paris-Bercy 2024 |
| Carlos Alcaraz | 1                   | 6              | 2         | 4        | 40                       | défaite (4-6, 4-6) au Masters de Rome 2025             |
| Hubert Hurkacz | 6                   | 6              | 2         | 4        | 33,3                     | victoire (6-4, 6-4) au tournoi du Japon 2024           |
| Taylor Fritz   | 4                   | 5              | 3         | 2        | 60                       | victoire (7-5, 6-4) au Masters d'Indian Wells 2025     |
| Tommy Paul     | 8                   | 6              | 4         | 2        | 66,7                     | victoire (6-2, 6-2) au Masters de Madrid 2025          |

## Victoires sur le top 10
Toutes ses victoires sur des joueurs classés dans le top 10 de l'ATP lors de la rencontre.
| Légende      |
| Grand Chelem |
| Masters 1000 |
| ATP 500      |
| ATP 250      |

| # | J.D.  | Tournoi      | Année | Surface    | Adversaire            | Rang  | Tour | Score          |
| - | ----- | ------------ | ----- | ---------- | --------------------- | ----- | ---- | -------------- |
| 1 | no 82 | Montréal     | 2022  | Dur        | Stéfanos Tsitsipás    | no 5  | 1/16 | 7-5, 7-64      |
| 2 | no 53 | US Open      | 2022  | Dur        | Félix Auger-Aliassime | no 8  | 1/32 | 6-4, 6-4, 6-4  |
| 3 | no 31 | Queen's      | 2024  | Gazon      | Carlos Alcaraz        | no 2  | 1/8  | 7-63, 6-3      |
| 4 | no 25 | US Open      | 2024  | Dur        | Alex de Minaur        | no 10 | 1/4  | 6-3, 7-5, 6-2  |
| 5 | no 20 | Tokyo        | 2024  | Dur        | Hubert Hurkacz        | no 8  | 1/8  | 6-4, 6-4       |
| 6 | no 15 | Paris-Bercy  | 2024  | Dur (int.) | Taylor Fritz          | no 6  | 1/16 | 7-66, 4-6, 6-4 |
| 7 | no 14 | Indian Wells | 2025  | Dur        | Taylor Fritz          | no 4  | 1/8  | 7-5, 6-4       |
| 8 | no 14 | Indian Wells | 2025  | Dur        | Carlos Alcaraz        | no 3  | 1/2  | 6-1, 0-6, 6-4  |

## Classements ATP en fin de saison
| Année          | 2018 | 2019 | 2020 | 2021 | 2022 | 2023 | 2024 |
| Rang en simple | 428  | 342  | 303  | 259  | 42   | 61   | 15   |
| Rang en double | –    | 1005 | 1062 | 619  | 817  | –    | –    |

Source : (en) Classements de Jack Draper sur le site officiel de la Fédération internationale de tennis